# ريتشارد باندا
ريتشارد باندا محامي ملاوي ورياضي سابق. وهو قاض شغل سابقًا منصب كبير القضاة في ملاوي وسوازيلاند ووزير العدل في ملاوي. وكان رئيسًا لجمعية قضاة وقضاة الكومنولث وهيئة التحكيم التابعة لأمانة الكومنولث. بصفته رياضيًا ، كان باندا رياضيًا في سباقات المضمار والميدان ولاعب كرة قدم. وهو زوج الرئيس السابق لملاوي ، جويس باندا ، وعلى هذا النحو ، كان أول رجل نبيل.

## حياته المهنية

### مهنته الرياضية
لعب كرة القدم لمالاوي، وكان قائد منتخب ملاوي ، فلامز ، ثم أصبح لاحقًا رئيسًا لاتحاد كرة القدم في ملاوي. بصفته رياضيًا في سباقات المضمار والميدان ، مثل باندا ملاوي في الوثب العالي. أصبح فيما بعد رئيسًا لجمعية الألعاب الأولمبية وألعاب الكومنولث في ملاوي. [2]

### مهنته القانونية
تم استدعاء باندا إلى نقابة المحامين من قبل جرايز إن في يوليو 1966م. ثم عمل مع الخدمة القانونية لحكومة ملاوي حتى عام 1970م. تم تعيينه مديرًا للادعاء العام من قبل رئيس ملاوي كاموزو باندا وعمل لاحقًا كمحامي عام بالنيابة ووزير العدل. و في أبريل 1972م ، تم تعيينه في منصب النائب العام وأصبح أول ملاوي يتم تعيينه مستشارًا أقدم. عمل في هذين المنصبين حتى عام 1974م عندما أصبح وزيرا للعدل والمدعي العام وكان مسؤولا عن حقيبة الحكومة المحلية حتى استقالته في عام 1976م.
في عام 1980م ، عاد إلى الخدمة القضائية ليشغل المنصب الذي تم إنشاؤه حديثًا لرئيس القضاة المقيم. ففي نوفمبر 1980م تم تعيينه قاضيًا في المحكمة العليا والمحكمة العليا في ملاوي. في عام 1992م، تم تعيين باندا كأول رئيس قضاة أسود في ملاوي حتى عام 2002م. وكان رئيس رابطة قضاة وقضاة الكومنولث (CMJA) 2000-2003م.
كان رئيس قضاة سوازيلاند. تحدث ضد الفساد والتراكم في نظام العدالة الجنائية في سوازيلاند. خلف باندا مايكل راموديبيدي بعد تقاعده بسبب صحته.

## الأوسمة والجوائز
رئيس شركة أفريكان باركس (ماجيت) ، 2003-2007م
رئيس هيئة التحكيم في أمانة الكومنولث
رئيس رابطة الكومنولث للقضاة (CMJA) ، 2000-2003م
زميل فخري مدى الحياة، جمعية الدراسات القانونية المتقدمة (المنظمة التأسيسية لجامعة لندن)
ماجستير فخري في المحاماة ، جرايز إن

## حياته الشخصية
ولد باندا في كاوامبوا ، شمال روديسيا ، بالقرب من الحدود مع نياسالاند (ملاوي الآن). وهو متزوج من رئيسة ملاوي السابقة جويس باندا. هو صهر أنجيميل أوبونيو.
.